# Valle de Valdelaguna
Valle de Valdelaguna è un comune spagnolo di 198 abitanti situato nella comunità autonoma di Castiglia e León.

## Località
Il comune comprende le seguenti località:
- Nuestra Señora de la Vega
- Bezares
- Quintanilla de Urrilla
- Huerta de Abajo (capoluogo)
- Tolbaños de Abajo
- Tolbaños de Arriba
- Vallejimeno